# 서울의 중심점 표지석
서울의 중심점 표지석(영어: Stone Tablet Designating Central Point of Seoul)은 1896년 조선의 국왕 고종이 수도 서울의 중심점을 나타내기 위해 옛 순화궁 주변에 세운 표지석으로, 2013년 서울미래유산으로 등재된 문화유산이다.

## 역사

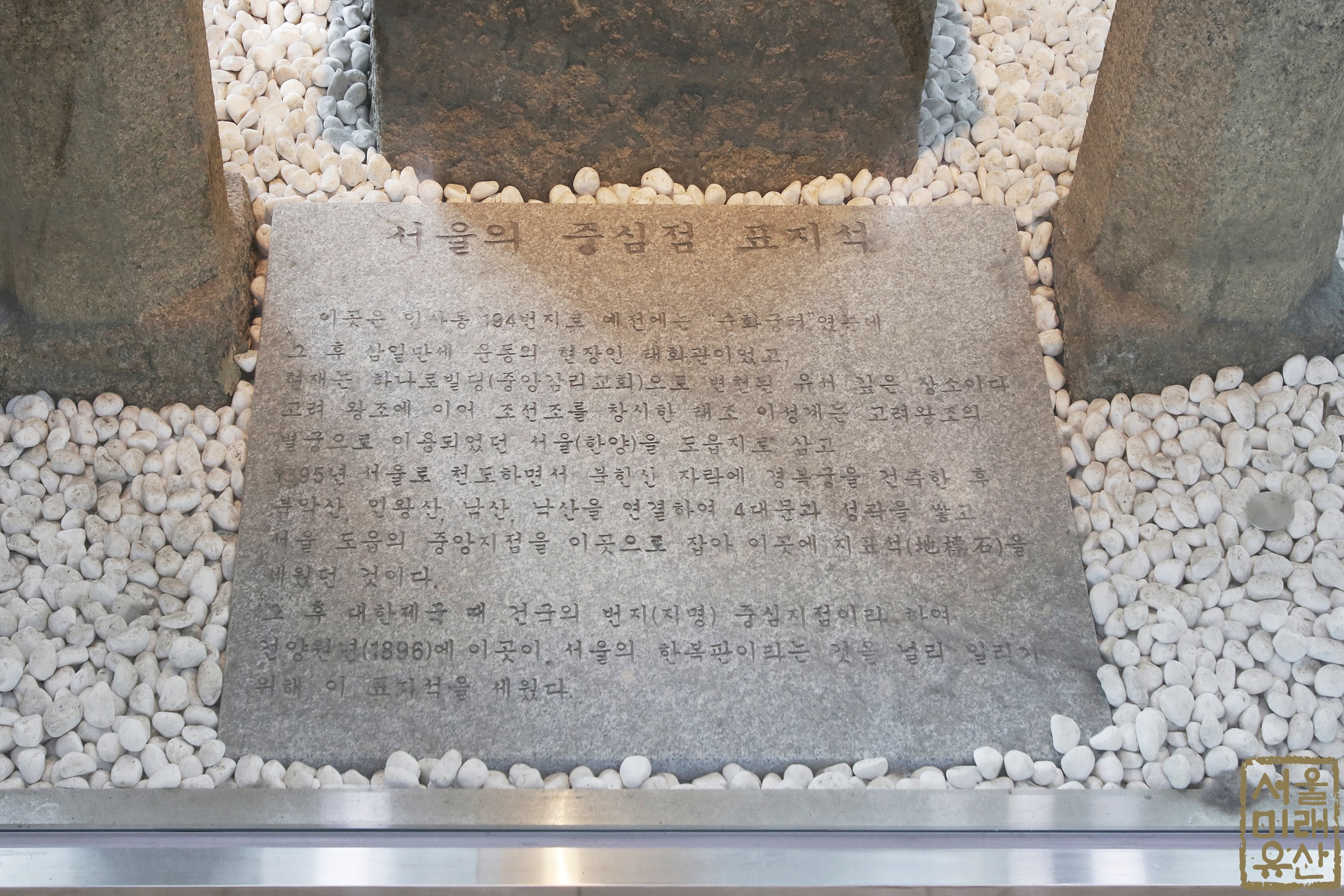
서울의 중심점 표지석 안내문

1896년 (건양원년) 고종은 대한제국의 선포를 앞두고, 수도 한양의 중심점을 나타내는 석조 표지를 오늘날의 종로구 인사동에 위치한 옛 순화궁 (태화관) 터에 세웠다.
고종이 세운 석조 표지는 가로 및 세로 59cm에 높이 50cm인 중앙의 사각형 표지석과, 이를 둘러싼 4주(柱)의 팔각기둥으로 이루어져 있다. 표지석은 오늘날의 서울에 해당하는 수도 한양의 중심을, 팔각기둥 4주는 서울의 내사산(북악산, 인왕산, 남산, 낙산)을 나타낸다. 서울의 중심점 표지석은 본래 야외에 세워져 있었으나, 문화유산으로 정비를 거치는 과정에서 부근에 있는 하나로빌딩의 로비 1층으로 이축하여 보존되고 있다.
이 표지석이 의미하는 '중심점'이란 현대적으로 측량된 서울의 지리적 중심을 의미하는 것이 아니라, 근대적 지적(地籍)을 정비하기 위한 작업의 일환으로서 지번을 정하는 기준점에 가까운 것으로 추정되고 있다. 이와 같은 역사지리적 가치를 반영하여 표지석은 2013년에 서울미래유산으로 등재되었다.

## 같이 보기
- 서울미래유산
- 지리적 중심